# Alfred Lion (senator)
Alfred Lion (Hoei, 21 december 1853 - Marchin, 30 augustus 1929) was een Belgisch senator en burgemeester.

## Levensloop
Lion was beroepshalve journalist en sloot zich aan bij de Belgische Werkliedenpartij.
Van 1895 tot 1911 was hij gemeenteraadslid van Marchin. Hij werd het opnieuw in 1916 en in 1921 werd hij burgemeester. Hij was ook provincieraadslid van 1900 tot 1921.
In 1921 werd hij verkozen tot socialistisch senator voor het arrondissement Hoei-Borgworm en hij vervulde dit mandaat tot aan zijn dood.